# Akasha (sánscrito)
El akasha o ākāśa es un término sánscrito que significa ‘éter’, ‘espacio’ o ‘cielo’.

## Nombre sánscrito
- ākāśa, en el sistema AITS (alfabeto internacional de transliteración sánscrita).
- आकाश, en escritura devánagari del sánscrito.
- Pronunciación: /akashá/[1] o /aakaashá/. En los idiomas actuales de la India (como el hindi y el bengalí) y en inglés se pronuncia /akásh/. En algunas sectas latinoamericanas se escribe y se pronuncia akasi.[2]
- Etimología: desconocida.

## Significado en distintas doctrinas

### Hinduismo
En la religión hinduista, el akash es el quinto de los ‘cinco grandes elementos’ (pañcha majá-bhuta):
- prthiví (tierra)
- apa (agua)
- agni (fuego)
- vaiu (aire)
- akashá (éter).

En la religión hinduista, el akasha es el fundamento y la esencia de todas las cosas en el mundo material; el primer elemento material creado por el dios Brahmá (aire, fuego, agua, tierra son las otras). Se trata de uno de los elementos clásicos del hinduismo, pañcha-majá-bhuta o ‘cinco grandes elementos’; su característica principal es el sabda (sonido). En sánscrito esta palabra significa "espacio". En otros idiomas de la India esta palabra está conceptualizada como "cielo".
Las doctrinas hinduistas niaiá y vaisesika señalan que el akasha (éter es la quinta sustancia física y es el substrato del sonido. Es la sustancia física eterna, omnipresente e imperceptible.
La escuela samkhia dentro de la religión hinduista afirma que el akasha es uno de los cinco elementos majabhuta y el que posee la propiedad específica del sonido.

### Jainismo
En la cosmovisión de la religión jaina, el akasha es el "espacio". Está dentro de la categoría del Ajiva, el cual se divide en dos partes: 
- lokasa (la parte que es ocupada por el mundo material). El universo conocido forma solo una de las partes del lokasa; akasha es aquello que da origen al espacio y lo entrega para la existencia de las demás sustancias;
- alokasa (el espacio incognoscible que está totalmente vacío).[6]

### Budismo
En las doctrinas budistas, el akasha está dividido en skandha, desha y pradesha.
El akasha es identificado como el primer arupa, pero usualmente se traduce como ‘espacio’.

### Teosofía
La teosofía ha popularizado la palabra akasha en la forma del adjetivo «akásico», a través del cual se refiere a un compendio o archivo etéreo histórico y del conocimiento. Por ejemplo: "librería akásica".

### Wicca
En algunas tradiciones de la wicca, el akash es una energía unificadora que se encuentra de modo inherente en cada criatura viviente del planeta, así como en los otros cuatro elementos (tierra, agua, aire y fuego) que componen el mundo natural.

### Paganismo moderno
El paganismo moderno postula a la palabra akasha como espíritu y también lo sitúa como el quinto elemento. Scott Cunningham describe el akasha como una fuerza espiritual de la cual descienden los restantes cuatro elementos. Otros señalan que la combinación de los cuatro elementos forman lo que sería el akasha y que este está presente en cada criatura viviente.
La punta superior del pentagrama (la estrella de cinco puntas) representa el akasha. Las cuatro restantes vienen a representar el tierra, agua, fuego y aire.